# Güssing

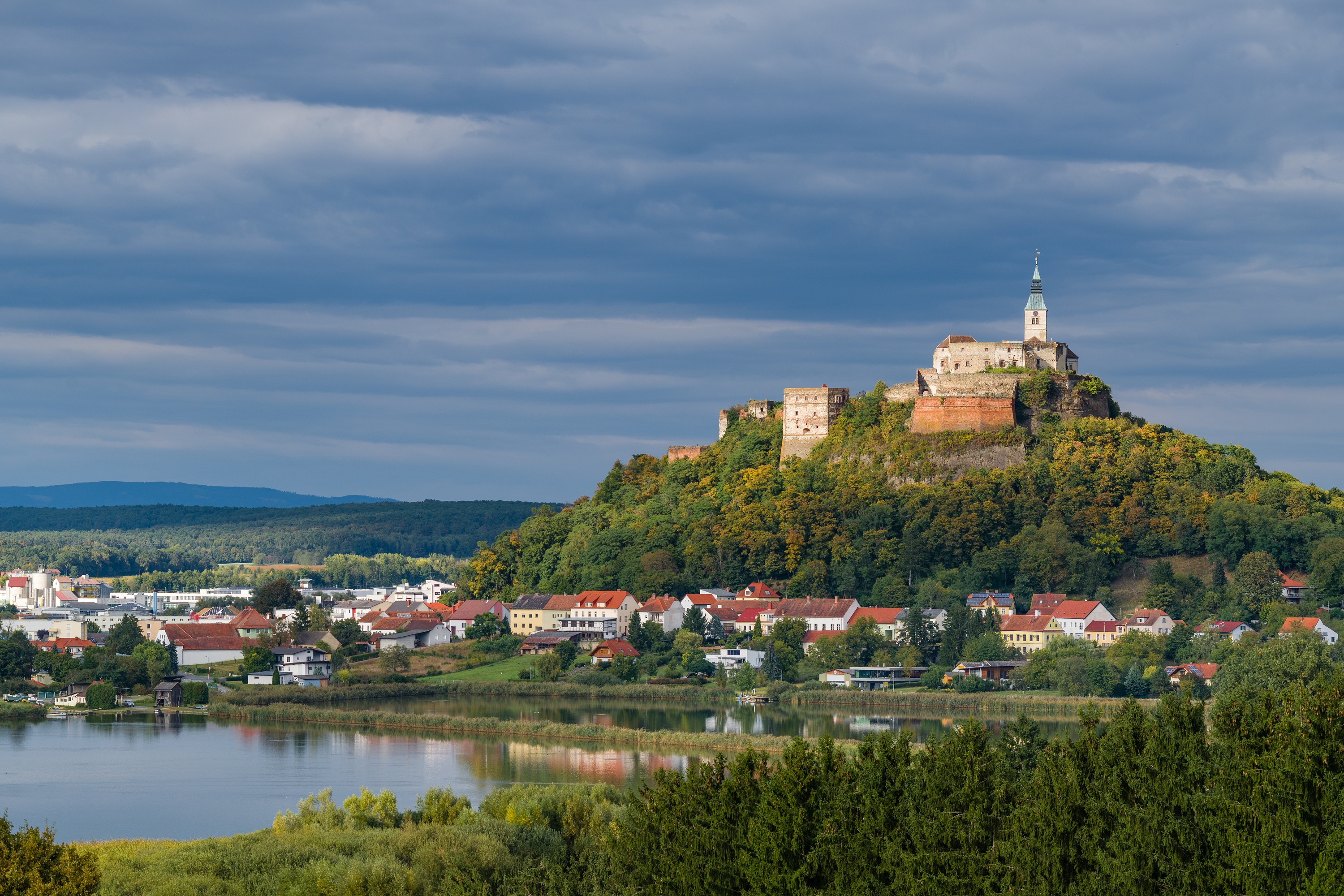
Güssing et son château. Octobre 2021.

Güssing est une commune autrichienne du district de Güssing dans le Burgenland. Ce bourg d'un peu plus de 4 000 habitants est réputé pour son château fort, le plus ancien du Burgenland (1157), édifié sur un piton de porphyre de la vallée de Strem.

## Histoire
Sous la protection de Balthasar Batthyány (de) seigneur de Güssing, Charles de L'Écluse, ex-responsable du jardin impérial de l’empereur Maximilien II à Vienne, y rédige en 1576 Rariorum aliquot stirpium per Hispanias observatarum historia sur la flore d'Espagne, suivi en 1583 de son œuvre majeure contenant la première description scientifique des plantes d'Autriche et des régions voisines,.

## Économie
Avant la mise en place du plan énergétique, la région était la plus pauvre d'Autriche.

## Personnalités nées à Güssing
- Clemens Berger
- Martin Stranzl